# Patrón plata

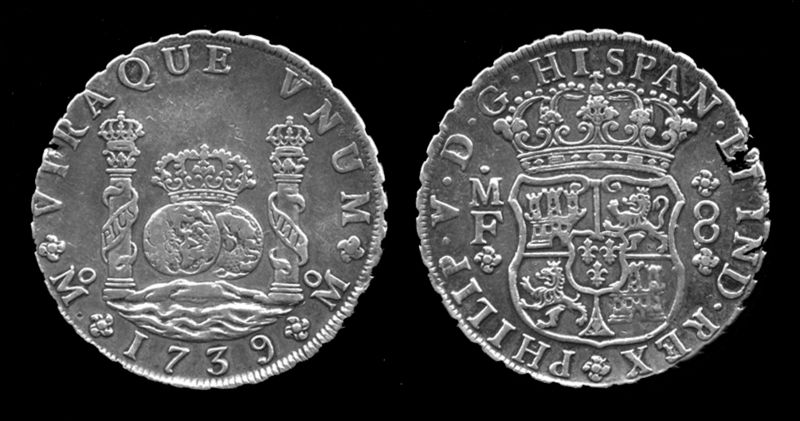
Monedas de Plata usadas durante el patron plata.

El patrón plata fue un patrón monetario bajo el cual la unidad básica de moneda circulante era definida como una cantidad determinada de plata. Desapareció a mediados de los años 1930 debido entre otras cosas a la Gran Depresión.            China y Hong Kong fueron los últimos países en abandonarlo en 1935, por lo que desde esa fecha, ningún país del mundo opera bajo un patrón plata.
Era comúnmente caracterizado por la acuñación y circulación de plata, convertibilidad irrestricta de otras monedas en plata y la libre importación y exportación de plata para el pago de obligaciones internacionales. 
En los años 1870, la mayoría de los países europeos adoptaron el patrón oro y a principios de los años 1900 solamente China, México y unas cuantas naciones pequeñas usaban aún el patrón plata. En 1873 el Departamento del Tesoro de los Estados Unidos dejó de acuñar plata, lo cual llevó a la aparición del movimiento Free Silver, pero la derrota de William Jennings Bryan terminó con la efervescencia de la acuñación libre de plata en los Estados Unidos.
- Datos: Q1860864